# No Fashion Records
No Fashion Records war ein schwedisches Musiklabel aus Stockholm, dessen Schwerpunkt insbesondere auf Bands aus den Bereichen Black Metal und Death Metal liegt. Die aktivste Veröffentlichungsphase lag in dem Zeitfenster 1998 bis 2000. Ein offizielles Ende wurde nicht verkündet, gleichwohl datiert die letzte Veröffentlichung mit einer NFR-Katalognummer aus dem Jahr 2004 und eine Website besteht nicht.

## Geschichte
Die Wurzeln für No Fashion Records reichen bis in das Jahr 1988 zurück, als der damals 14-jährige schwedische Tape-Trader Thomas Nyqvist das Fanzine Putrefaction Magazine gründet. Trotz der geringen Auflage im dreistelligen Bereich wurden Hefte auch aus dem Ausland bestellt und mit der Kombination aus Tape-Trading und Fanzine wurde Nyqvist Anfang 1992 aktuelle Musik von Bestial Summoning aus den Niederlanden zugespielt. Die Musik sei das chaotischste gewesen, was er je gehört habe, und er konnte kein einzelnes Instrument ausmachen, berichtete Nyqvist später in einem Interview. Ihm sei aber sofort klar gewesen, dass er die Musik regulär veröffentlichen müssen. Das Startkapital für sein Label – und die Erstauflage bestehend aus 1.000 Schallplatten – setzte sich aus den Erlösen des Fanzines und dem Erbe seiner früh verstorbenen Mutter zusammen, auf das er als 18-Jähriger den Zugriff bekam. Anschließend folgten u. a. die Debütalben von Marduk (Dark Endless, 1992), Katatonia (Dance of December Souls, 1993) und Dissection (The Somberlain, 1993). Nur wenige Veröffentlichungen später, genauer: nach dem Throne of Ahaz’ Debütalbum Nifelheim 1995, gab Nyqvist die Verantwortung an House of Kicks ab.
In einem undatierten Interview aus dem Jahr 1998 stellte Nyqvist die Übergabe als vernünftigen Schritt dar: Er sei nach der Veröffentlichung von In the Forest of the Dreaming Dead (Unanimated, 1993) durch eine persönliche Krise gegangen und habe kein großes Interesse an den Belangen des Labels gehabt. Zudem sei er aufgrund der Kosten u. a. für Aufnahmestudios Pleite gewesen, so dass er House of Kicks als seinen Hauptdistributeur fragte, ob sie die Betreuung nicht übernehmen könnten. Er bereue diesen Wechsel nicht, da die Macher hinter House of Kicks sehr gute Menschen seien, und das Label seit dem Wechsel vernünftig laufe.
Im 2006 erschienenen Buch Swedish Death Metal schildert Daniel Ekeroth in knappen Worten eine andere Variante: „Später geriet No Fashion Records unter dubiosen Umständen in die Fänge von House of Kicks.“ (englisch „Later, [House of Kicks] would get their hands on No Fashion Records, under dubious circumstances.“) TT von Abigor kommentierte gegenüber Niklas Göransson vom Bardo Methodology, No Fashion habe sich einen derart desaströsen Ruf erworben, dass Nyqvist aufhören musste. Er merkte aber auch an, sämtliche Veröffentlichungen bis 1995 gekauft zu haben.
Mit etwas mehr als 20 Jahren Abstand schilderte Nyqvist gegenüber Göransson den Wechsel mit Details, die näher an der Zusammenfassung Ekeroths liegen. House of Kicks hätte ihn mit Zahlungen für gelieferte Tonträger hingehalten, ihn später in ihr Büro eingeladen, um einen besseren Vertrag abzuschließen (jeweils 5 % für jeden verkauften Tonträger an Nyqvist und die jeweilige Band, wenn die komplette Verantwortung bei House of Kicks läge), um mit diesem Vertrag, von dem er keine Kopie erhielt, das Label zu übernehmen. Als eine der betroffenen Bands wollten die Musiker von Katatonia die Rechte an ihrer Musik zurück, da sie den Labelwechsel als Vertragsbruch ansahen. Tatsächlich hielt sich House of Kicks schadlos und stattdessen musste Nyqvist Bankrott anmelden. Später ging auch Dark Funeral in einen letztlich sieben Jahre dauernden Rechtsstreit um die Veröffentlichungsrechte, der im Jahr 2008 zugunsten der Band beigelegt wurde. Auch Marduk wurde, wie die Band in ihrer Biographie erwähnt, von No Fashion Records „übel abgezogen“. Gegenüber dem Bardo Methodology erwähnte Gitarrist Morgan Steinmeyer Håkansson, Tomas Nyqvist habe für Musik gelebt und die besten Absichten gehabt. Black Lodge/House of Kicks brachte gegen den Willen der Band eine Wiederveröffentlichung von Dark Endless mit vom Original abweichender und nicht von Marduk stammender Gestaltung heraus.
Nyqvist begegnete Jahre nach den Problemen mit House of Kicks dem ehemaligen Dissection-Schlagzeuger Ole Öhman, der ihn griff, gegen die Wand drückte und fragte, wo er gesteckt habe. Nyqvist entgegnete ihm, er solle ruhig zuschlagen, kenne aber nicht die ganze Geschichte. Öhman sei wütend gewesen, sei aber bereit gewesen, Nyqvist zuzuhören, und habe sich nach dessen Erklärungen zumindest diesem gegenüber beruhigt. Nach Nyqvists Wissen wurde nur Merciless eine Entschädigung zuteil, ebenso Dissection, nachdem Sänger und Gitarrist Jon Nödtveidt nach seiner Entlassung auf dem Gefängnis House of Kicks persönlich besuchte und seine Rechte an The Somberlain zurückforderte. Einige Monate später brachte Nödtveidt Wiederveröffentlichungen des Debüts und den Nachfolgers Storm of the Light’s Bane bei Black Horizon heraus.

## Veröffentlichungen (Auswahl)
- NFR001 – Bestial Summoning – The Dark War Has Begun
- NFR002 – Fester – Winter of Sin (1992)
- NFR003 – Marduk – Dark Endless (1992)
- NFR004 – Unanimated – In The Forest of the Dreaming Dead (1993)
- NFR005 – Katatonia – Dance of December Souls (1993)
- NFR006 – Dissection – The Somberlain (1993)
- NFR007 – Merciless – Unbound (1993)
- NFR008 – Throne of Ahaz – Nifelheim (1995)
- NFR009 – Unanimated – Ancient God of Evil (1995)
- NFR011 – Dark Funeral – The Secrets of the Black Arts (1995)
- NFR014 – Allegiance – Hymn Till Hangagud (1996)
- NFR015 – Ablaze My Sorrow – If Emotions Still Burn (1996)
- NFR024 – Ophthalamia – Dominion (1998)
- NFR028 – A Canorous Quintet – The Only Pure Hate (1998)
- NFR029 – In Conspiracy with Satan – A Tribute to Bathory (Kompilation, 1998)
- NFR038 – Vassago – Knights from Hell (1999)
- NFR044 – The Storyteller – The Storyteller (2000)
- NFR046 – Vermin – Filthy Fucking Vermin (2000)
- NFR048 – Lobotomy – Holy Shit (2000)
- NFR050 – Insania – Sunrise in Riverland
- NFR051 – Wyvern – No Defiance of Fate (2000)
- NFR053 – Mörk Gryning – Maelstrom Chaos (2001)
- NFR054 – Misteltein – Divine. Desecrate. Complete (2001)
- NFRCD067 – Wolf – Wolf’s Blood (CD-Single, 2004)